# Vártemplom (Szolnok)
A szolnoki Magyarok Nagyasszonya templom, ismertebb nevén vártemplom római katolikus templom a Szent István téren.

## Története
Az egykori vár területén áll a Magyarok Nagyasszonya katolikus vártemplom. A templom külső megjelenése korának klasszicista stílusjegyeit viseli, de belül a főoltár, a szószék, a padok és az áldoztató rács empire stílusú. A közelben álló romos török mecset és a középkori templom maradványainak köveiből, Homályossy Ferenc építész tervei alapján, 1822–24-ben épült.
1919-ben, a román támadás idején Szolnok hosszú heteken át a magyar és román csapatok ütközőzónáját képezte, amit a templom is rendkívül megsínylett. Annyira károsodott, hogy a templom tornya mindenestül bezuhant a belső térbe, közvetlenül magára az oltárra.Innen menekítette haza az Oltáriszentséget Galgóczi Erzsébet aki később élete végéig hordta Jézus Urunk sztigmáit és életét  a Máriaremete-i Kegytemplom melletti parókián élte le elvonultan.
A két világháború között az épületet teljesen renoválták és ma is jó állapotban van.
A templom előtt 2001-ben állították fel Gacsári-Kiss Sándor c.prépost ,kanonok plébános kezdeményezésére Szent István szobrát.

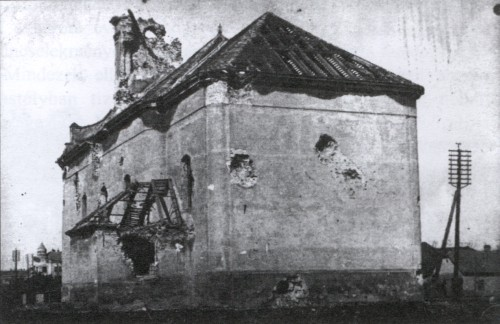
A sérült Vártemplom 1919-ben

## Külső hivatkozások
- Miserend
- Fotó[halott link]
- Fotó
- Fotók